# Batztoutai with Memorial Gadgets
Batztoutai with Memorial Gadgets es un doble LP de 1986 lanzado por el grupo Merzbow, con la discográfica RRRecords. Existe una reedición del álbum desde 1993, cuyo título es Batztoutai with Material Gadgets, también con la discográfica RRRecors, y que además incluye un disco extra con caras b grabadas por la misma época. 
El CD original de RRRecords se encuentra en una carcasa de plástico normal, mientras que la reedición aparece en una sobre de cartón blanco y negro.

## Lista de pistas

### CD1: "In to the Void of Record Archive"
1. "Uluk Constitution" – 2:50
2. "This Dying Toad Become Forth with Coal for Colour Black" – 6:12
3. "One Eyed Metal" – 7:47
4. "Batztoutai - The Nightingale's Song"* – 14:37
5. "Intermission" – 1:26
6. "Junk Dahkini" – 1:24
7. "Gothol Exodomy" – 25:32
8. "Wild Animal & Polythedral Garden" – 16:32

### CD2: "Loop Panic Limited"
1. "Agni Hotra Loop 1" – 0:24
2. "Fireploof Enema 1" – 3:23
3. "Arbeltus Magnus Mix 1" – 6:22
4. "Arbeltus Magnus Mix 2" – 2:02
5. "Sado Feedback Loop" – 4:08
6. "Agni Hotra Loop 2" – 1:59
7. "Agni Hotra Loop 3" – 1:16
8. "Agni Hotra Loop 4" – 1:27
9. "Agni Hotra Loop 5" – 2:36
10. "Asagaya Field Recording" – 4:12
11. "Strange Orange" – 2:43
12. "Strange Orange 2" – 2:47
13. "Micon Dick" – 7:26
14. "Fireploof Enema 1" – 1:54
15. "Industrial Pollusion 2" – 6:23
16. "Electric Tatara **" – 1:27
17. "Karl-Marx is Sutra" – 1:26
18. "De-Soundtracks 1 **" – 7:50

- Datos: Q4873397